# Vladimir Adlerberg

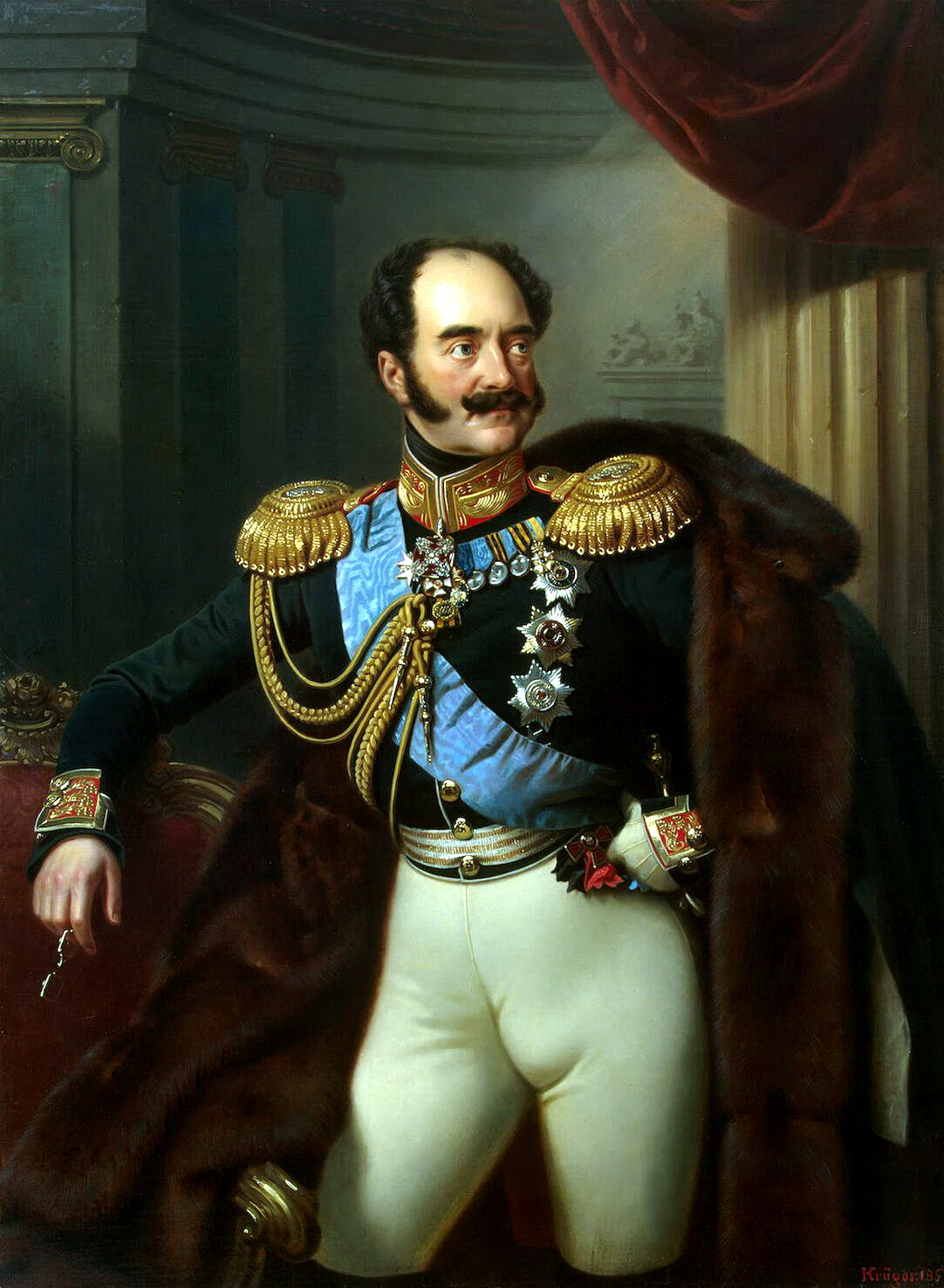
Vladimir Adlerberg.

Vladimir Fjodorovitj Adlerberg (ryska: Владимир Фёдорович Адлерберг, ursprungligt namn Eduard Ferdinand Woldemar), född den 10 november 1793 i Viborg, död den 8 mars 1884, var en rysk greve, general och minister. Han var sonson till Erik Adlerberg och far till Nikolaj Adlerberg.
Adlerberg deltog i fälttågen 1812–1814 och utnämndes 1817 till adjutant hos storfurst, sedermera kejsar Nikolaus, vilkens förtrogne han ständigt var. Åren 1841–1856 förestod Adlerberg ryska postverket och skall bland annat ha infört lika postporto över hela riket. Han upphöjdes till greve 1847 och var 1852–1872 minister för det kejserliga huset, en plats, som därefter, till 1881, innehades av hans son Aleksandr Adlerberg (1819–1888). 

## Utmärkelser
- Storkorset av Nederländska Lejonorden,  11 juni 1844[5]
- Vita falkens orden
- Andreasorden
- Lejon- och solorden
- Bayerska kronorden
- Sankt Hubertusorden
- Kungliga Svärdsorden
- Hessiska Ludvigsorden
- Januariusorden
- Oldenburgska Hus- och förtjänstorden
- Svarta örns orden
- Frälsarens orden
- Württembergska kronorden
- Badiska husorden Fidelitas
- Röda örns orden
- Sankt Stefansorden
- Sankt Vladimirs orden, tredje klass
- Sankt Vladimirs orden, första klassen
- Sankt Vladimirs orden, andra klassen
- Georgsorden, fjärde klass
- Sankt Annas orden, fjärde klass
- Järnkroneorden
- Sankt Annas orden, första klass
- Riddare av Sankt Mauritius och Sankt Lazarusorden
- Leopoldsorden
- Sankt Stanislausorden, första klassen
- Vita örnens orden
- Sankt Alexander Nevskij-orden
- Danilo I:s orden

[Redigera Wikidata]